# Verchiano
Verchiano è una frazione montana del comune di Foligno situata a 784 m s.l.m. Fa parte della Circoscrizione 8 "Valle del Menotre".
Etimologicamente "Verchiano" significa "acquitrinio dei maiali", ciò oltre che dall'etimo è confermato dallo stemma di Verchiano (presente sul fontanile monumentale nel centro del paese, detto "dei Trinci" e nella "sala delle Armi" del Palazzo Comunale di Foligno) dove compare un verro sovrastato da una lama stretta in un pugno).
Secondo i dati Istat, al censimento 2001, il paese contava 203 residenti, passati a 224 nel 2011

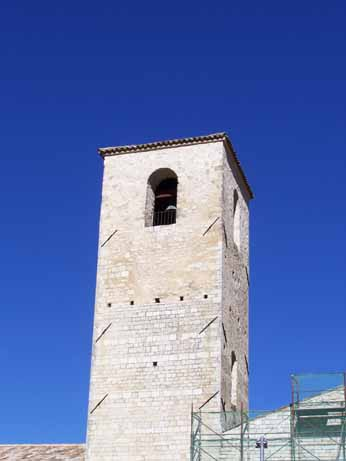
Il campanile della chiesa di Santa Maria Assunta di Verchiano

## Geografia fisica

### Territorio
Sotto il profilo geografico Verchiano è ubicato nell'area orientale del territorio comunale di appartenenza (Foligno), in una zona montagnosa preappenninica ai piedi del Monte San Salvatore ed in prossimità della valle del Menotre. Il paese è situato ad una distanza, su strada, di 23 km da Foligno, 30 da Spoleto, 35 da Camerino e 160 circa da Roma.
L'abitato propriamente detto, senza cioè considerare le case sparse presenti in zona, si sviluppa su un declivio ad un'altitudine compresa fra i 750 e gli 820 m s.l.m. circa. La chiesa parrocchiale di Santa Maria Assunta posta in pieno centro storico a 784 m s.l.m. è stata presa, fin dalla seconda metà del XIX secolo, come punto di riferimento per determinare l'altitudine ufficiale del paese.

### Eventi naturali
La storia di Verchiano è segnata da alcuni violenti terremoti che hanno causato danni notevoli al paese, sebbene, grazie alla determinazione e alla tenacia dei suoi abitanti, il borgo ha sempre potuto riprendersi. L'ultimo e più violento di tali sismi è stato il terremoto di Umbria e Marche (1997) che ha provocato la distruzione di gran parte del patrimonio edilizio del paese e danni più o meno consistenti a numerose unità abitative, causandone spesso l'inagibilità totale o parziale.

### Clima
Il clima di Verchiano è di tipo temperato sublitoraneo, influenzato, in parte, dall'altitudine (vicina agli 800 m s.l.m.), ed è caratterizzato da inverni freddi, ma non rigidi (la temperatura media invernale è di 3,5 °C), ed estati moderatamente calde nelle ore diurne (le medie massime stagionali oscillano fra 25 e 26 °C) e fresche nelle ore notturne (con medie minime estive di 13 °C circa). La temperatura media annua è di 11,1 °C, con una media dei valori massimi di 15,8 °C e minimi di 6,4 °C. Le gelate sono piuttosto frequenti fra dicembre e marzo, ma possono fare la loro comparsa anche in primavera e in autunno. Le piogge sono vicine ai 700 mm annui con punte massime in aprile e novembre. Nei mesi invernali e, più raramente, verso la fine dell'autunno o l'inizio della primavera, possono prodursi precipitazioni di tipo nevoso (mediamente 5 o 6 giorni all'anno).
| Verchiano (PG)      | Gen | Feb | Mar | Apr | Mag | Giu | Lug | Ago | Set | Ott | Nov | Dic | Anno |
| ------------------- | --- | --- | --- | --- | --- | --- | --- | --- | --- | --- | --- | --- | ---- |
| Tp. max. media (°C) | 6   | 7   | 10  | 14  | 19  | 23  | 27  | 27  | 22  | 17  | 11  | 7   | 15,8 |
| Tp. min. media (°C) | 0   | 0   | 2   | 4   | 8   | 11  | 14  | 14  | 11  | 8   | 4   | 1   | 6,4  |

## Storia

### Le origini e la via della Spina
Verchiano iniziò a svilupparsi nell'ultimo secolo del periodo umbro (circa III secolo a.C.) grazie alla sua posizione lungo una via di grande comunicazione del tempo, che collegava la Valle Umbra all'Alto Piceno: la via della Spina, così chiamata dal nome della località di Spina, situata attualmente nel comune di Campello sul Clitunno, (da non confondere con la città etrusca di Spina) e dell'omonimo torrente. Tale via costituì, fino alla fine del XIX secolo, il cammino più diretto per il collegamento di Roma con Ancona e la Marca anconitana, e si ricongiungeva, a Colfiorito, alla via Lauretana e alla via Plestina che da Foligno portava a Camerino attraverso il centro abitato di Plestia, negli Altopiani di Colfiorito

### Medioevo: da Spoleto a Foligno

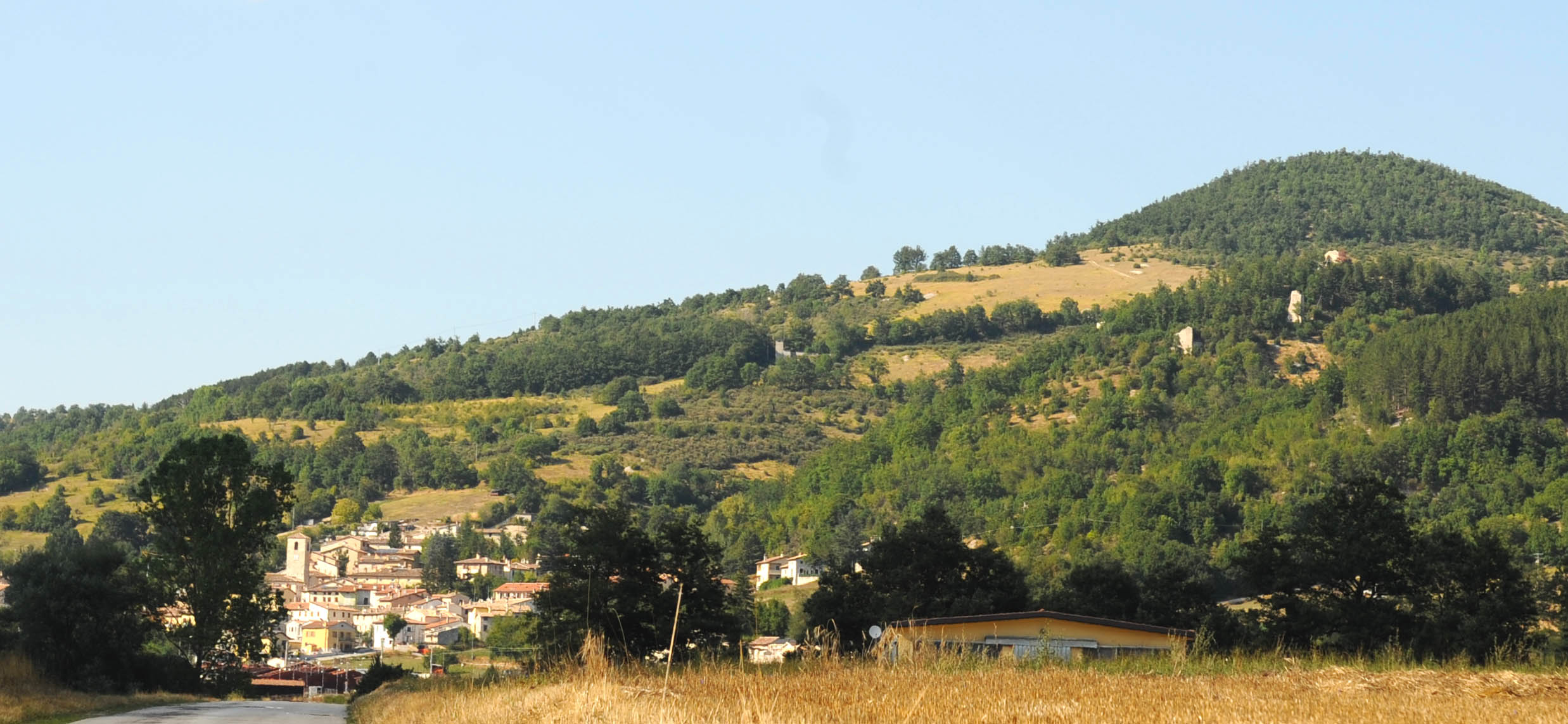
Panorama di Verchiano con le rovine del Castello

Il centro storico è rappresentato (anche simbolicamente) dalla chiesa di Santa Maria Assunta (esistente già alla fine del X secolo), che raggiunse la sua massima importanza come pievanìa nel XIV secolo (quando ad essa facevano capo 48 chiese limitrofe) e dall'antistante palazzo Barnocchi (detto "il Palazzo"), un tempo simbolo del potere laico, politico ed economico.
La storia di Verchiano seguì, nell'alto medioevo, quella del ducato longobardo di Spoleto. In epoca medievale il centro si spostò a monte creando l'agglomerato urbano del "Castello di Verchiano".
Nel 1263 il Castello di Verchiano e quello di Roccafranca (e le loro pertinenze), appartenenti al comune di Spoleto, furono acquistati dal comune di Foligno (al tempo retto dalla signoria degli Anastasi): da quel momento le sorti di Verchiano furono legate a quelle di Foligno, pur mantenendo legami con Spoleto, specialmente in materia ecclesiastica; pur appartenendo al comune di Foligno, Verchiano fa tutt'oggi parte (con Roccafranca) dell'arcidiocesi di Spoleto-Norcia e non della diocesi di Foligno.
Dal 1305 al 1439 fu dei Trinci, succeduti agli Anastasi come signori di Foligno. Dopo tale periodo iniziò a svilupparsi il "Borgo di Verchiano", a valle attorno alla chiesa, nei pressi dell'antico insediamento umbro. Dopo la fine dei Trinci, con altri castelli appartenuti alla signoria folignate, anche il Castello di Verchiano, oramai abbandonato e danneggiato anche da vai terremoti, fu demolito.

## Monumenti e luoghi d'interesse

### Architetture religiose
- la chiesa di Santa Maria Assunta, arricchita nel periodo rinascimentale e barocco di affreschi, dipinti ed elementi architettonici ancora oggi visibili. Diversi elementi sono datati 1604 e furono commissionati dal pievano Antonio Ricchi. Ampliamenti della chiesa e del campanile risalgono alla prima metà del XVII secolo ad opera dell'architetto Lorenzo Salvati di Foligno, mentre i lavori furono eseguiti dai maestri Comacini Francesco Catanaccio e Biaggio di Paolo. All'altare maggiore è una pala con l'Assunzione della Vergine firmata dal sabinese Andrea Generoli inserita in una macchina d'altare datata 1663. Lo stile della pala combina ricordi del Reni, di Lanfranco e di Vouet[4].
- la chiesa di San Salvatore, nei pressi di Verchiano, è un importante santuario posto alla sommità dell'omonimo monte a 1150 metri di altitudine. In origine era un'abbazia benedettina e i primi documenti che la menzionano risalgono al 1333-1334. Il beato Paoluccio Trinci, morì nel santuario nel 1390 e vi fu sepolto; il suo corpo venne traslato a Verchiano circa un secolo dopo.

### Architetture civili

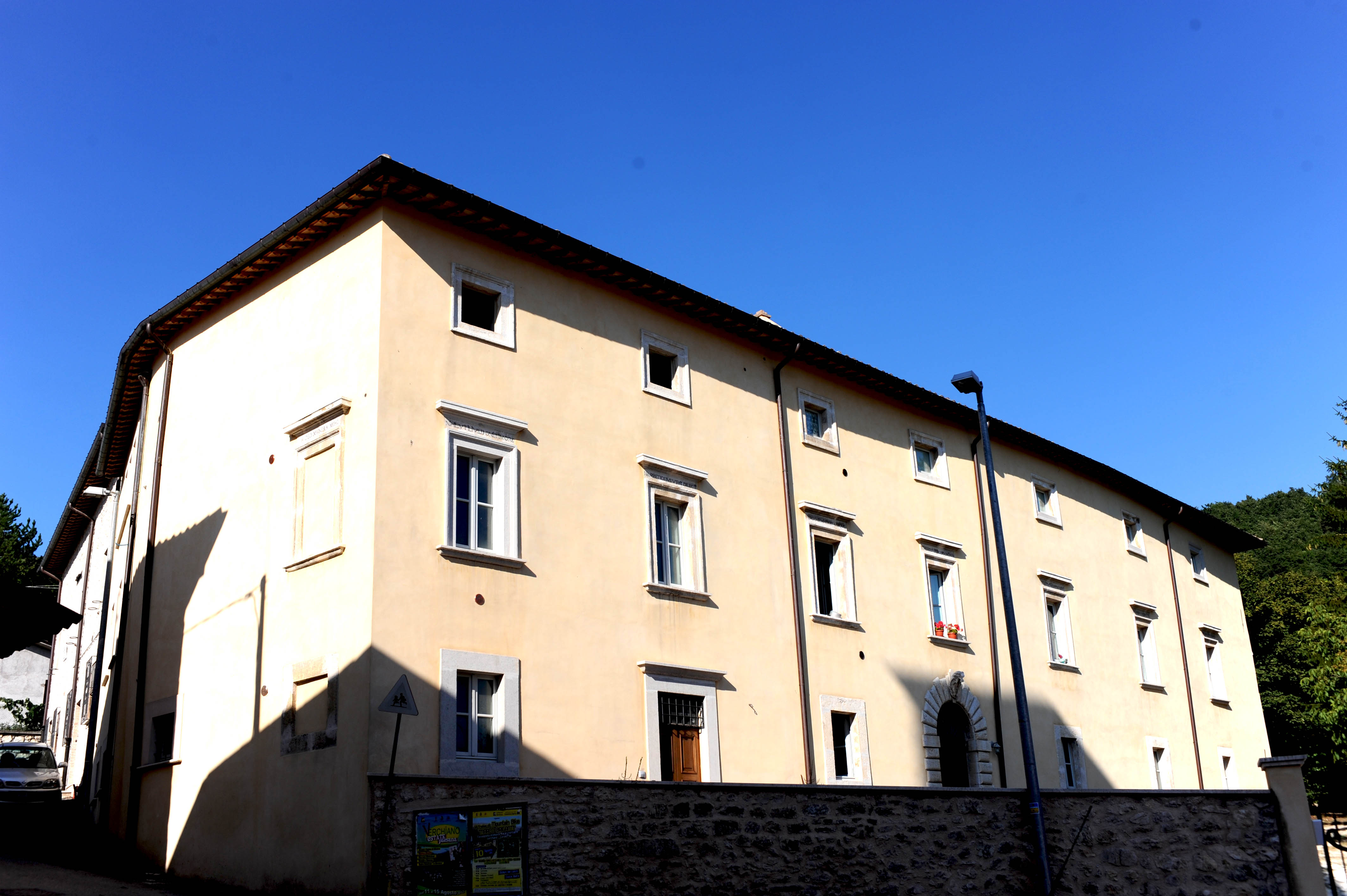
Il Palazzo Barnocchi-Moscati

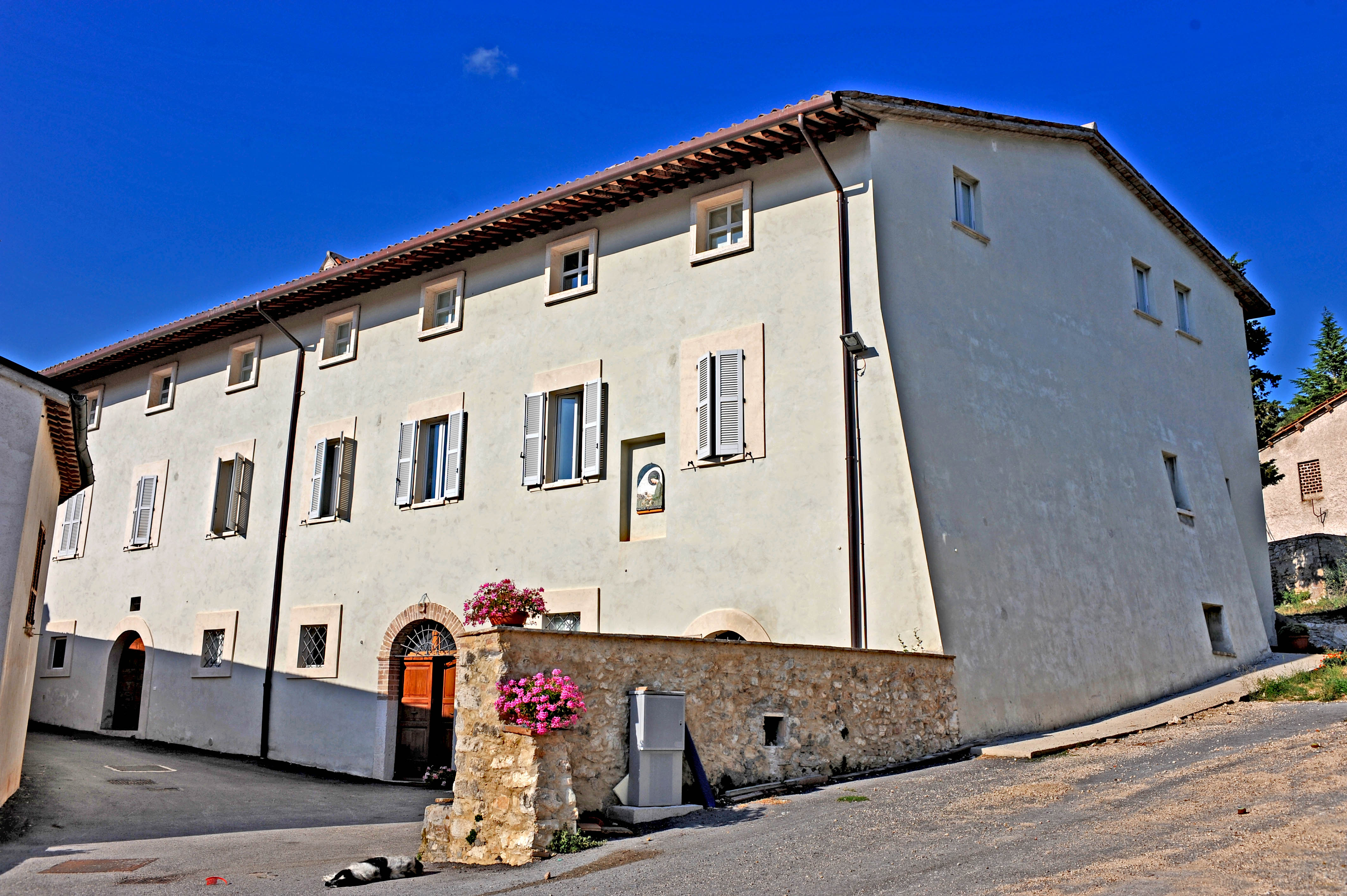
Il Palazzo Corradi

In paese sono anche due palazzi la cui forma attuale risale ai primi anni del Seicento: sono il palazzo Barnocchi-Moscati e il palazzo Corradi  (all'interno del quale si trovano importanti affreschi rinascimentali a soggetto profano), ristrutturati nelle forme attuali dalla famiglia Guerrieri di Roccafranca.

## Società

### Evoluzione demografica
Le ferite inferte al tessuto sociale, architettonico, artistico ed economico, cui abbiamo già fatto precedentemente accenno sono state consistenti e hanno spinto molti residenti a scegliere la strada dell'emigrazione, avendo come meta Foligno e altre città dell'Umbria e del resto d'Italia. Bisogna tuttavia rilevare che correnti migratorie di una certa entità provenienti sia da Verchiano e dal suo circondario, sia dai piccoli centri abitati umbri verso le città più importanti della regione, iniziarono a svilupparsi ben prima del terremoto del 1997, anche se tale evento calamitoso contribuì ad accentuare tendenze migratorie storiche che iniziarono a manifestarsi fin dall'immediato secondo dopoguerra. L'abbandono delle campagne e di un'economia di tipo rurale spesso poco remunerativa e la ricerca di migliori opportunità di lavoro e di una vita qualitativamente più soddisfacente occupano un posto di rilievo fra le motivazioni che originarono tali fenomeni migratori. A partire dall'inizio degli anni Ottanta il basso tasso di natalità, tipico non solo di Verchiano e del suo circondario, ma anche di tanta parte dell'Umbria e d'Italia, è divenuto anch'esso una delle cause dell'attuale decremento demografico del paese e della valle del Menotre compensato, in parte, da un'immigrazione proveniente soprattutto dall'estero.
Nel censimento del 1936 Verchiano aveva una popolazione di 382 abitanti che raggiungeva i 978 con le località vicine e le aree rurali abitate. Una quarantina di anni più tardi, in una stima ufficiale del 1978 riportata dal Touring Club Italiano gli abitanti erano scesi a 313 (-24,4%) per il paese e a 720 (-35,8%) se si aggiungevano le località vicine e la campagna. Si tratta di una flessione considerevole, soprattutto per quanto riguarda le località più piccole e le campagne, ma non di un vero e proprio crollo demografico dato il lungo periodo intercorso fra le due rilevazioni (43 anni). Il crollo sopravviene però nel ventennio seguente, e cioè fra il 1978 e il 2001: il paese passa da 313 a 203 abitanti con una flessione del 35,1%. Non abbiamo dati ufficiali per il resto del circondario, ma il decremento dovette essere ancor più notevole se consideriamo che diverse località del territorio di Verchiano (Cirritello, Curasci, ecc.) si erano, con il terremoto, o forse ancor prima che tale evento sismico si producesse, quasi completamente spopolate.
A un quindicennio circa dal terremoto, si è potuto constatare una modesta ripresa demografica: gli abitanti di Verchiano sono infatti passati da 203 (2001) a 224 (2011), con un aumento di circa il 10% in un decennio.

## Economia
La ripresa demografica è andata di pari passo con la ripresa economica: il ritorno della popolazione al vecchio centro abitato (nel 2019 interamente, o quasi interamente, restaurato) proveniente sia dal villaggio provvisorio allestito alle porte del paese, sia dal capoluogo comunale ed altre località del Folignate, ha permesso la nascita o la riapertura di alcune attività economiche artigianali, commerciali, di ristorazione e ricettive. Il turismo è tornato ad essere una presenza importante nel borgo ed è tuttora in costante sviluppo.

## Sport
- Equitazione
- Trekking
- Mountain bike
- Calcio